# 火釜駅
火釜駅（ひがまえき）は、石川県能美郡辰口町火釜町（現・能美市）に位置していた、北陸鉄道能美線の駅（廃駅）である。

## 歴史
- 1925年（大正14年）6月5日：能美電気鉄道により開業。
- 1938年（昭和13年）10月27日（届出）：ホーム擁壁を木造からコンクリートに変更、ホーム長を9 m144 cmから15 mに延伸[1]。
- 1939年（昭和14年）8月1日：金沢電気軌道が能美電気鉄道を吸収合併。
- 1941年（昭和16年）8月1日：北陸合同電気（現在の北陸電力）が金沢電気軌道を合併。
- 1942年（昭和17年）3月26日：事業譲渡により北陸鉄道となる。
- 1980年（昭和55年）9月14日：能美線廃止に伴い廃駅。

## 駅構造
片面ホームの1面1線を有する地上駅であり、ホーム上には木造の待合室があった。終始無人駅であった。なお、当駅は田んぼの真ん中にある駅であった。

## 現状
現在、廃線跡はヘルスロードとして整備されており、桜並木が続いているが、駅跡は再整備されていない。

## 隣の駅
北陸鉄道
能美線
加賀岩内駅 - 火釜駅 - 来丸駅